# Mezei szarkaláb
A mezei szarkaláb vagy vetési szarkaláb (Consolida regalis) a boglárkafélék családjába tartozó, Európában és Nyugat-Ázsiában honos, szántóföldeken, útszéleken élő, mérgező gyomnövény. Fogyasztása tilos, szerepel az OGYÉI tiltólistáján is.

## Megjelenése
A mezei szarkaláb 20–50 cm magas, lágyszárú, egynyári növény. Gyökérzete karós. Szára lazán, terebélyesen elágazik. A szár alul sima, felső részén szőrös. Levelei tenyeresen szeldeltek, kb. 1 mm széles, fonalszerű sallangokra szakadtak. Az alsó levelek szára hosszú, a felsőké majdnem eltűnik, szárölelőnek tűnnek.
Májustól szeptemberig virágzik. Laza, szétterjedő fürtöt alkotó, zigomorf (nem sugarasan szimmetrikus), 1,8-3,5 cm széles virágai lilák, sötétkékek, néha lilásvörösek, ritkán rózsaszínűek. A sziromszerű, színes csészelevelek száma 5, a legfelső 1,5–2,5 cm hosszú, lefelé görbülő sarkantyút képez. Sziromlevélből csak egy van, amely viszont háromlebenyű. A porzók száma 5, a porzóké 1.
Termése 8–15 mm hosszú, sima, néha kissé szőrös, magányos tüszőtermés. A magok 1–2 mm-esek, sokszögűek, feketésbarnák, hártyás pikkellyel fedettek.

## Elterjedése és élőhelye
Eredetileg a mediterrán térségben és a Közel-Keleten volt őshonos, de a mezőgazdaság elterjedésével egész Európát meghódította. Magyarországon gyakori.
Szántóföldeken, útszéleken, művelt területeken, parlagokon, vasúti töltéseken található meg. Napigényes. A homokos, meszes talajt részesíti előnyben. Az utóbbi időben az intenzív gyomirtóhasználat miatt visszaszorulóban van.

## Felhasználása
A virágzó és terméses növény minden része mérgező, kalkatrippin alkaloidot, delfinin glikoalkaloidot, a magvak pedig delszolin és delkozin alkaloidot tartalmaznak. Jellemzően a háziállatok eszik meg legelés közben vagy a takarmányba keveredve a növényt, amelynek helyi irritatív és idegrendszert károsító hatása van. A mérgezés tünetei nyáladzás, hányás, felfúvódás, izomgyengeség, görcsök, szomjúság. Súlyos esetben elhullás is bekövetkezhet. Inkább a lovak és a szarvasmarhák érzékenyek rá, a juhok, kecskék, sertések kisebb adagokat tünetek nélkül fogyasztanak. Régebben a gabonába keveredő magvai a lisztet is megmérgezhették.
A népi orvoslásban magvai kivonatát tetvek, lapostetvek ellen használták.
A mezei szarkalábat kerti dísznövényként termesztik.

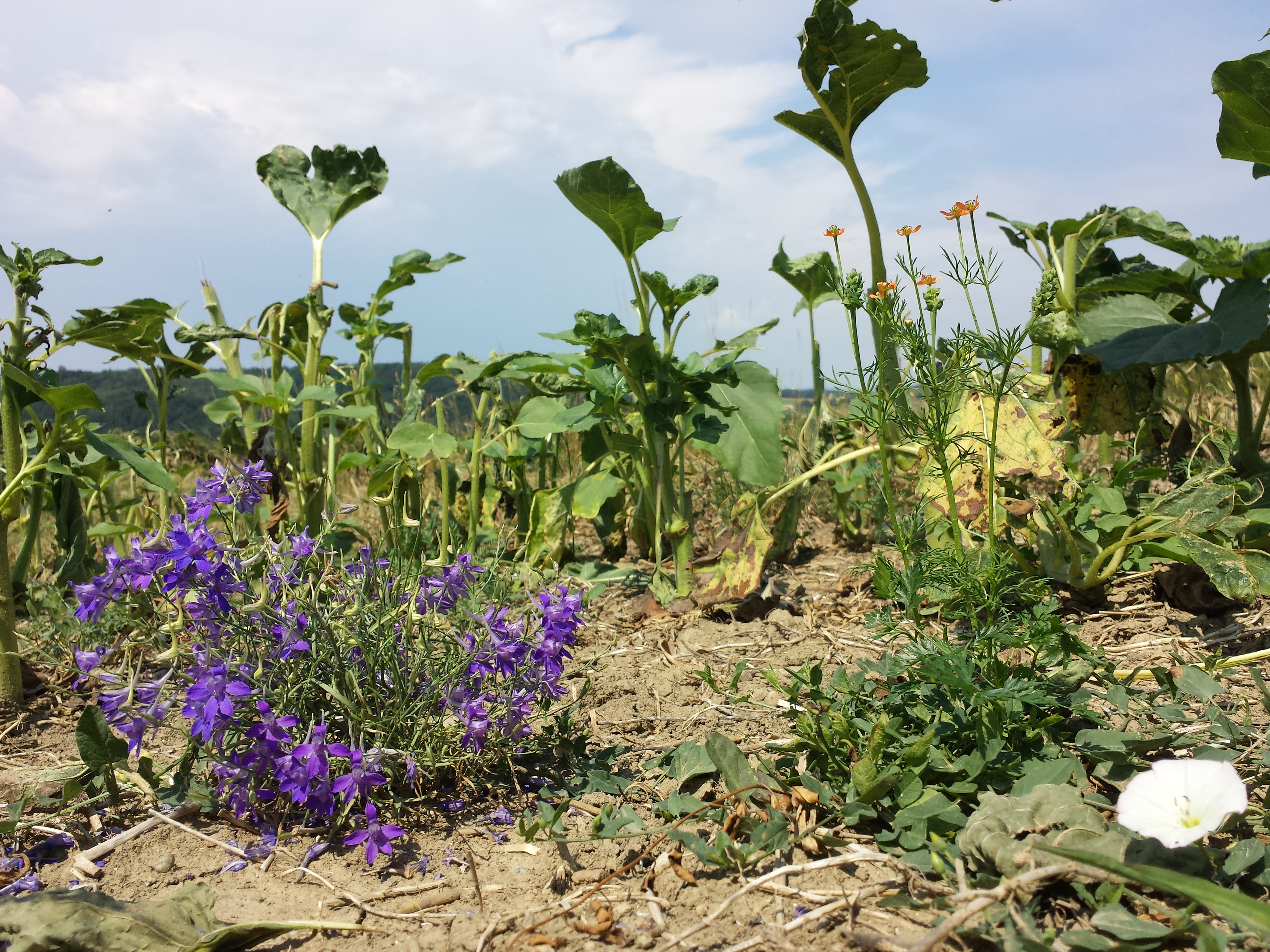
Habitusa
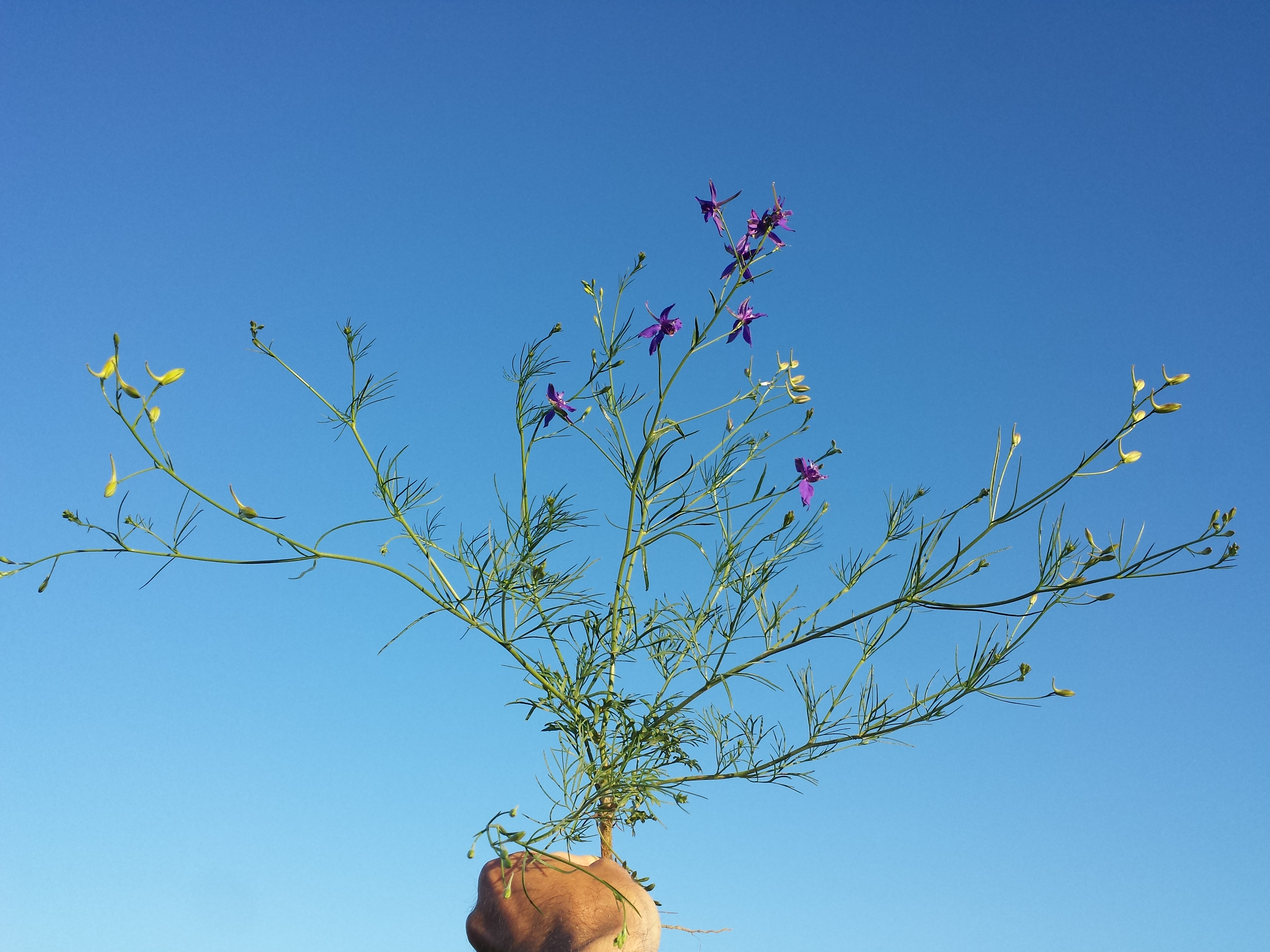
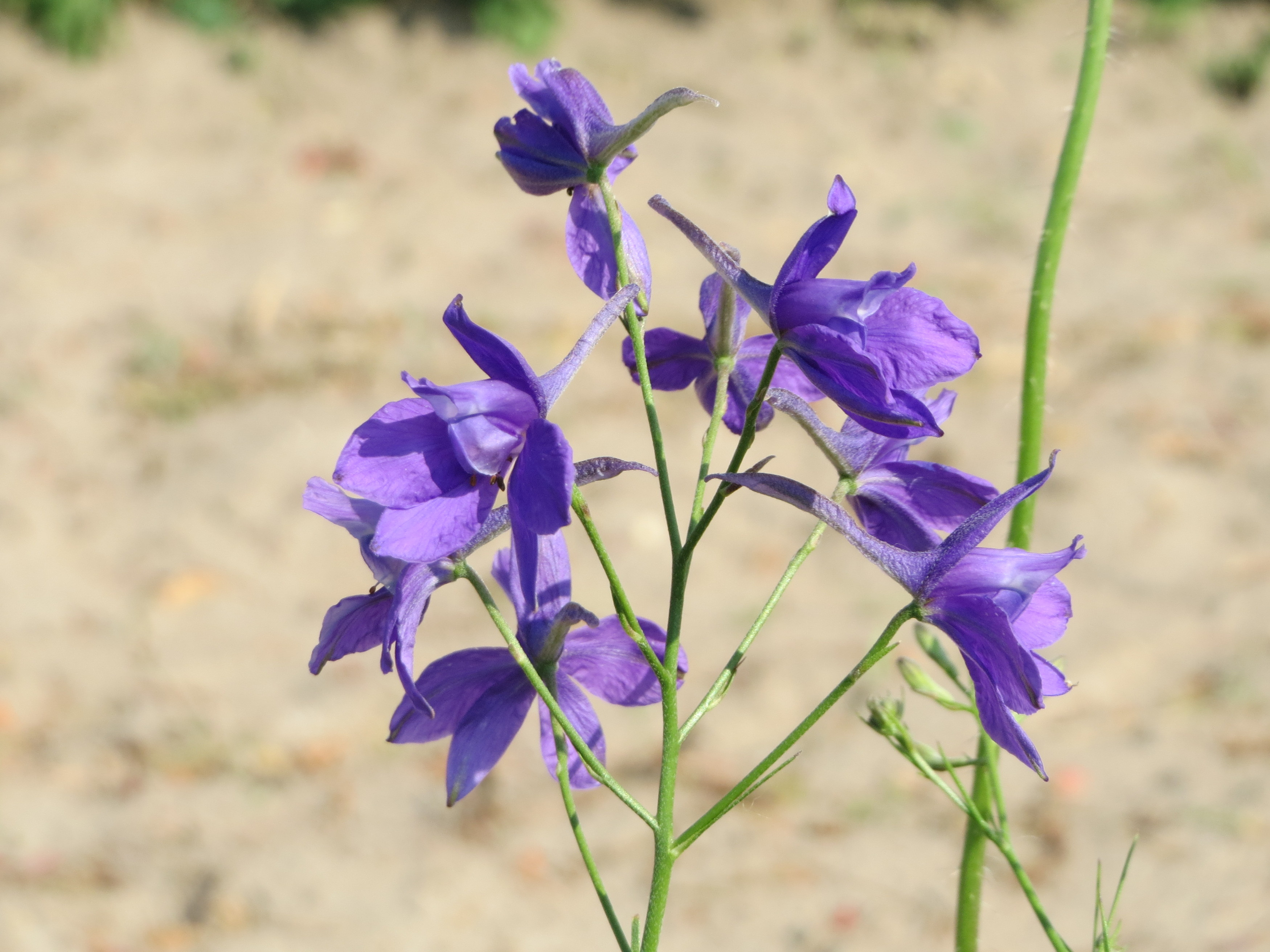
Virágzata
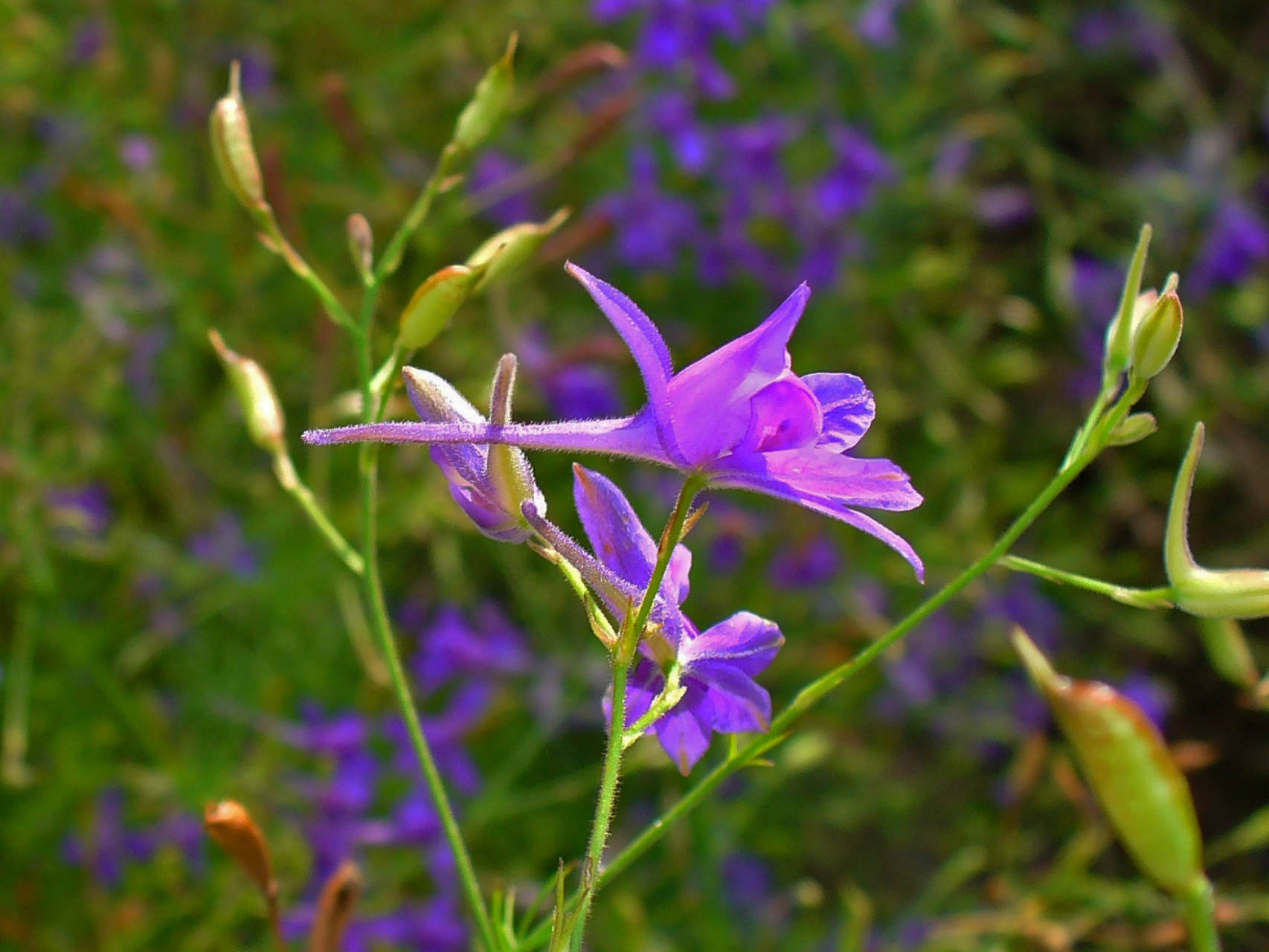
Virága
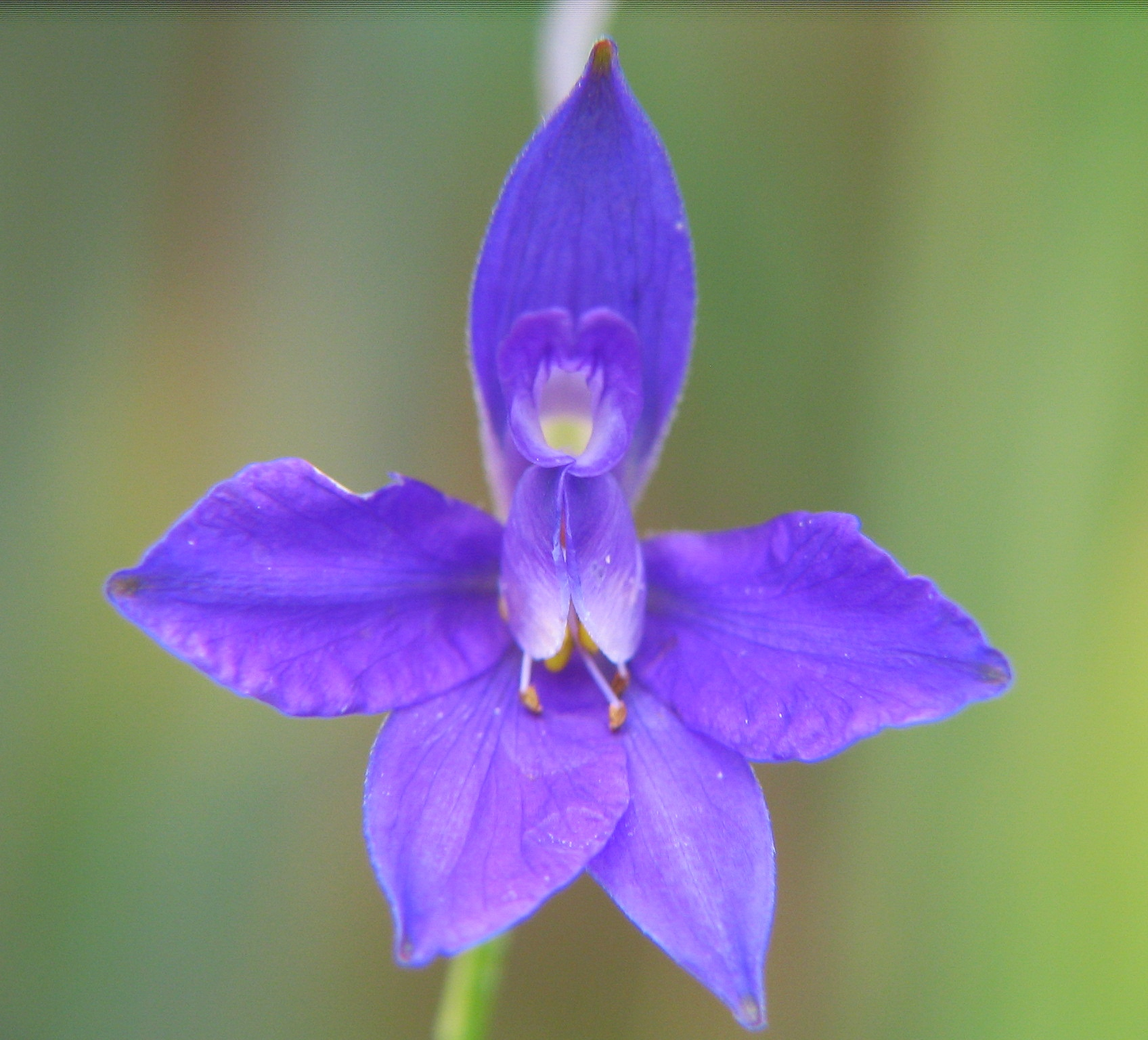
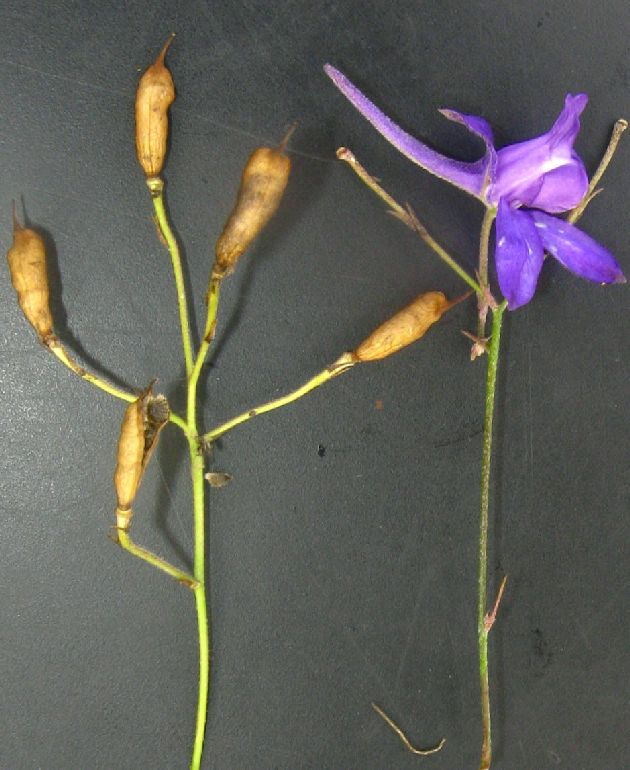
Termése